# Chương trình vũ trụ Liên Xô

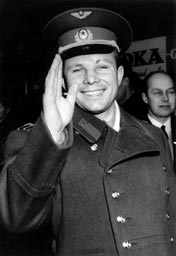
Yuri Gagarin người đầu tiên bay vào vũ trụ

Chương trình vũ trụ Liên Xô (tiếng Nga: Космическая программа СССР, Kosmicheskaya programma SSSR) bao gồm một số chương trình tên lửa và thám hiểm không gian được Liên Xô triển khai thực hiện từ những năm 1930 cho đến khi sự sụp đổ vào năm 1991. Trong lịch sử sáu mươi năm của mình, chương trình chủ yếu mang tính quân sự này đã đạt được một số thành tựu tiên phong trong việc du hành vũ trụ, bao gồm tên lửa đạn đạo liên lục địa đầu tiên (R-7), vệ tinh đầu tiên (Sputnik 1), động vật đầu tiên trong quỹ đạo Trái Đất (chú chó Laika trên Sputnik 2), con người đầu tiên trong không gian và quỹ đạo Trái Đất (nhà du hành Yuri Gagarin trên Vostok 1), người phụ nữ đầu tiên trong không gian và quỹ đạo Trái Đất (nhà du hành Valentina Tereshkova trên Vostok 6), chuyến đi bộ đầu tiên trong không gian (nhà du hành Alexey Leonov trên Voskhod 2), tàu thăm dò vũ trụ không người lái đầu tiên tiến vào vùng ảnh hưởng của mặt trăng (Luna 2), hình ảnh đầu tiên của mặt xa của mặt trăng (Luna 3) và tàu thăm dò không người lái đầu tiên đặt chân lên mặt trăng (Luna 9), xe thám hiểm đầu tiên trên mặt trăng (Lunokhod 1), mẫu đất đầu tiên từ một thiên thể khác được thu hoạch tự động và gửi về Trái Đất (Luna 16), và trạm vũ trụ đầu tiên (Salyut 1). Các thành tích đáng chú ý khác bao gồm các tàu thăm dò không người lái liên hành tinh đầu tiên: Venera 1 và Mars 1 đã lần lượt bay qua sao Kim và sao Hỏa, Venera 3 và Mars 2 đã tác động lên bề mặt hai hành tinh trên, và Venera 7 và Mars 3 đã hạ cánh trên các hành tinh này.